# أدريان أرشيبالد
أدريان أرشيبالد (بالإنجليزية: Adrian Archibald)‏ هو متسابق دراجات نارية أيرلندي شمالي فاز بكأس جزيرة مان السياحية حيث بدأ المنافسة فيها سنة 2003.

## البطولات
- كأس جزيرة مان السياحية 2003
- كأس جزيرة مان السياحية 2004